# Escote

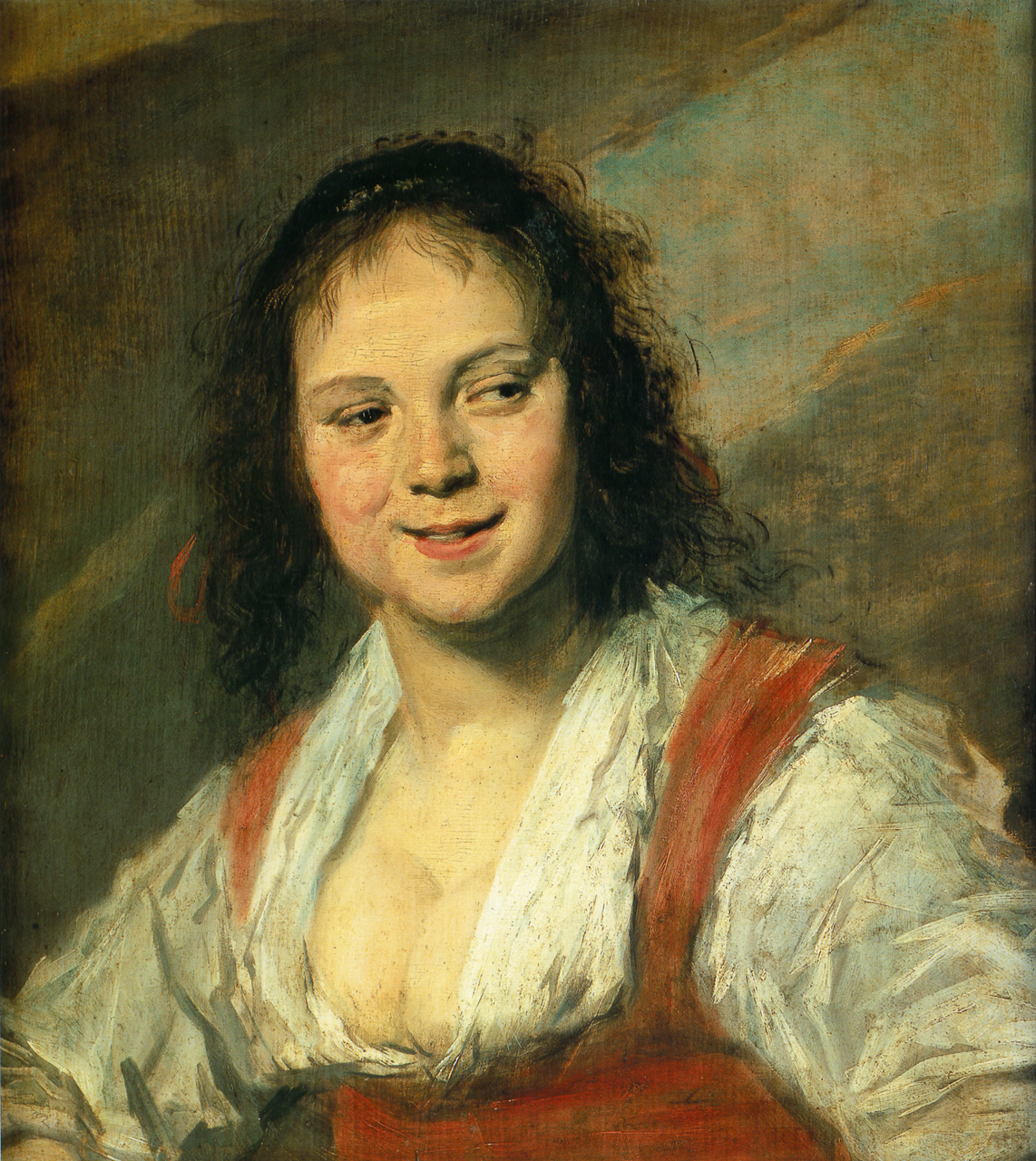
El «descote», como elemento de seducción en el óleo de Frans Hals La gitanilla (1625-1630). Museo del Louvre

Escote, descote, o escotadura hacen referencia al recurso o característica del vestido que consiste por lo general en un ensanche, abertura o corte que las prendas de vestir presentan en el pecho y/o la espalda, y que deja al descubierto las zonas alta y/o laterales del busto o de la parte posterior del cuerpo humano, pudiendo llegar, según las modas, hasta el coxis. Por extensión del término, puede referirse a aberturas en las mangas del vestido y también se aplica a las zonas del cuerpo, en especial el femenino, que quedan descubiertas por dichas escotaduras.

## Etimologías
Diferentes supuestos proponen que el primitivo «descote» pudo tener su origen lingüístico en la «escota», en relación con la «cota» de malla, por los cortes que en el pectoral y los laterales facilitaban los movimientos de pecho y brazos. Parece claro que escote, en castellano, deriva de «cota», del francés antiguo «cote» (el moderno «écoute»), y este, a su vez, del fráncico «kotta» (paño de lana grueso), emparentado con el alemán «kotze» y el inglés «coat» (abrigo).

## Historia

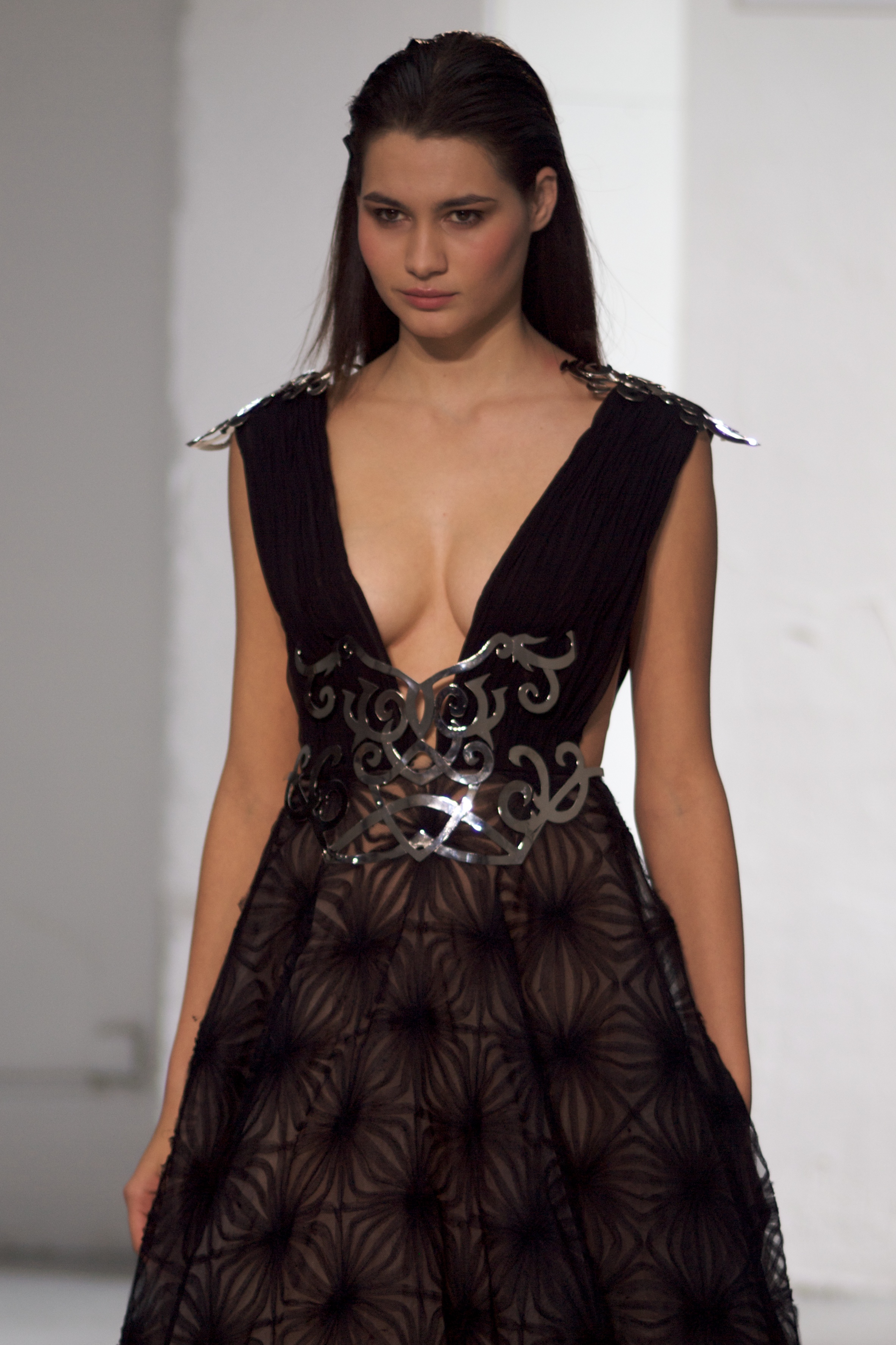
Modelo contemporánea luciendo un vestido con un escote profundo, que expone su cuello y pecho.

Diversos resto arqueológicos muestran a las mujeres cretenses durante el periodo minoico (3000-1450 a. C.) vestidas con un corpiño ajustado y abierto por delante, que dejaba los senos al descubierto. Similares fuentes iconográficas, desde los tiempos de David hasta el siglo V a. C., muestran a la mujer sometida a la moda del pecho desnudo y otro tapado, o el modelo amazona (con uno de los dos pechos tapados). La stola romana, heredera quizá del último periodo griego, plantea el uso generalizado del pecho cubierto.
Durante el periodo medieval, la saya presenta una abertura o escote bajo el cuello, que a lo largo de la Edad Media y el Renacimiento (salvo la recuperación de la moda del cuello alto en el xiv) se fue ampliando hasta el siglo xix o complicando con adornos y accesorios, como los pequeños encajes cosidos en tiras de lienzo sobre el cuello de las camisas femeninas, por su parte superior, recurso que permitía ceñir los hombros y el pecho.
A lo largo del siglo xx, va a repetirse el mismo proceso, desde los cuellos altos de la primera década, pasando por el escote cubierto de encaje de los años 20, o los hombros descotados de finales de la década de 1930.
La marca de sujetadores Wonderbra declaró en el ámbito británico del vestir Día Nacional del Escote el primer viernes de abril.

## Modelos o tipos
Entre los tipos de escote más corrientes o habituales, aplicados a blusas, vestidos, jerséis, camisas, etc. pueden enumerarse:
1. escote imperio o escote “barco” de hombro a hombro redondeado
2. escote en V (“uve”) escote de hombro a hombro apuntado
3. escote apuntado o en pico más cerrado pero más profundo que el uve
4. escote abierto o en U muy común en las mallas enterizas.
5. escote corazón
6. escote drapeado
7. escote cuadrado
8. escote camisero abierto (escote americano)
9. escote halter
10. escote “tanque”
11. escote lágrima
12. escote palabra de honor de hombro a hombro recto

## Evolución histórica

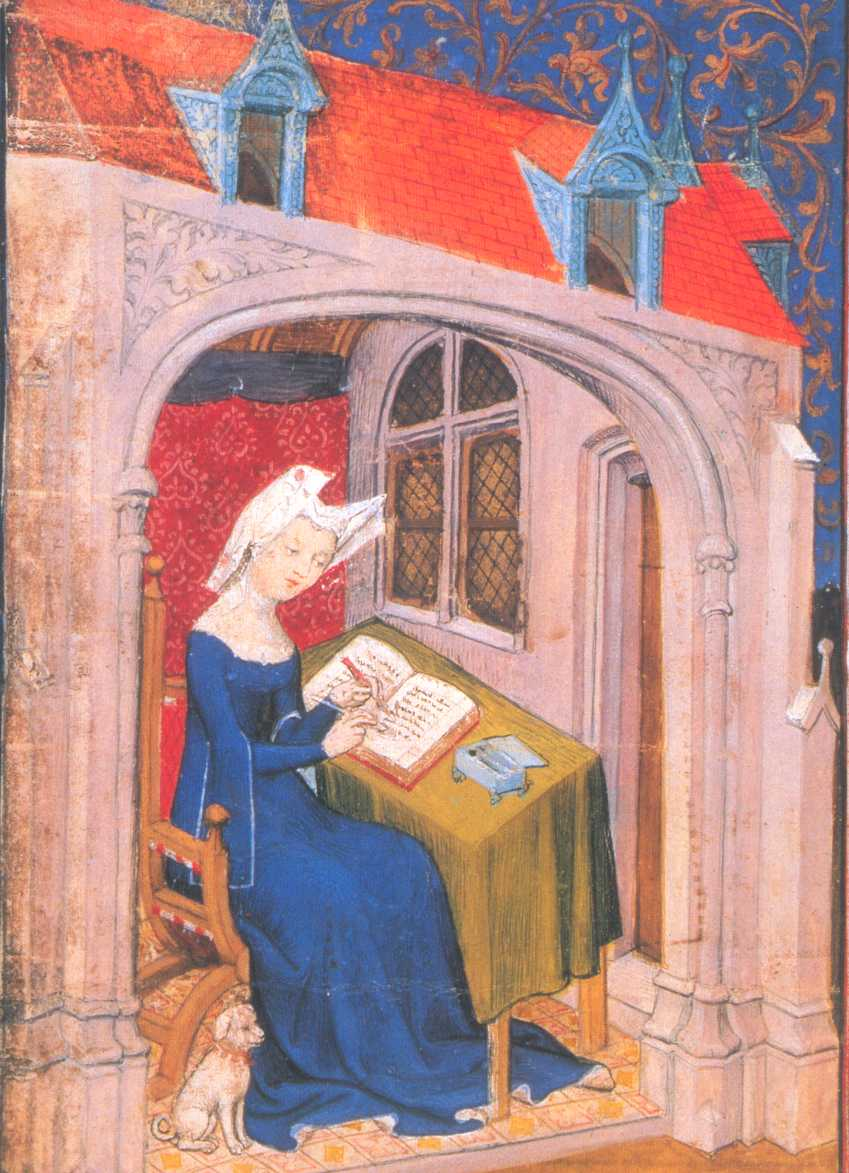
Christine de Pizan en 1407
Monalisa (1506)
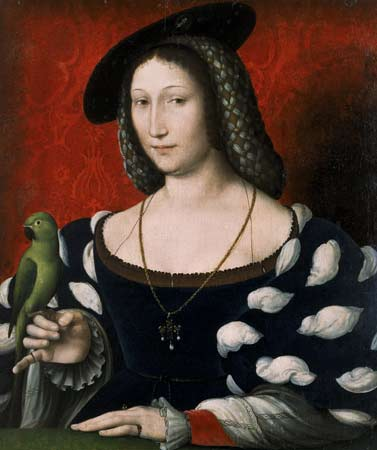
Margarita de Angulema, hacia 1530
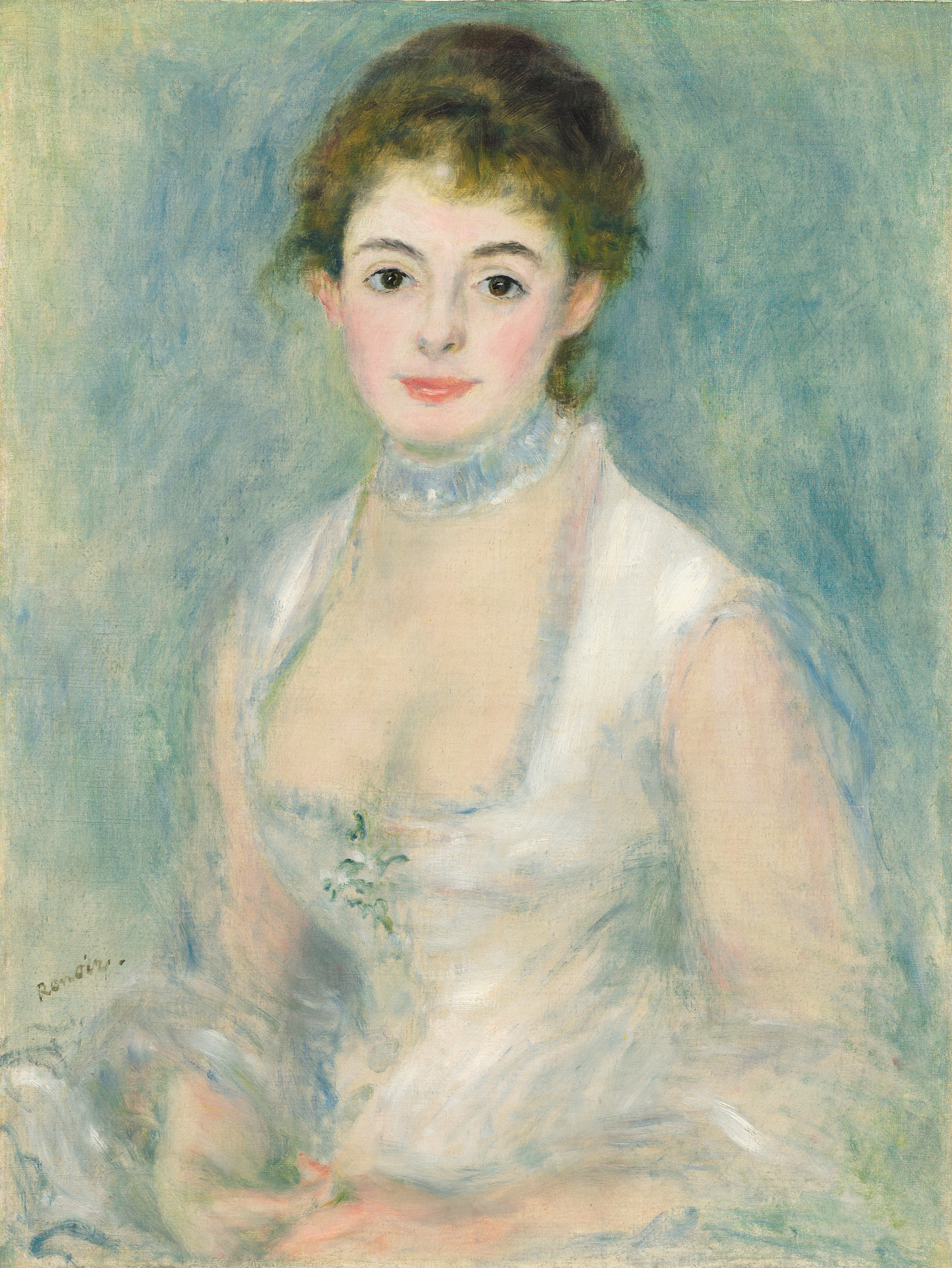
Retrato de Madame Henrio (1876), por Renoir
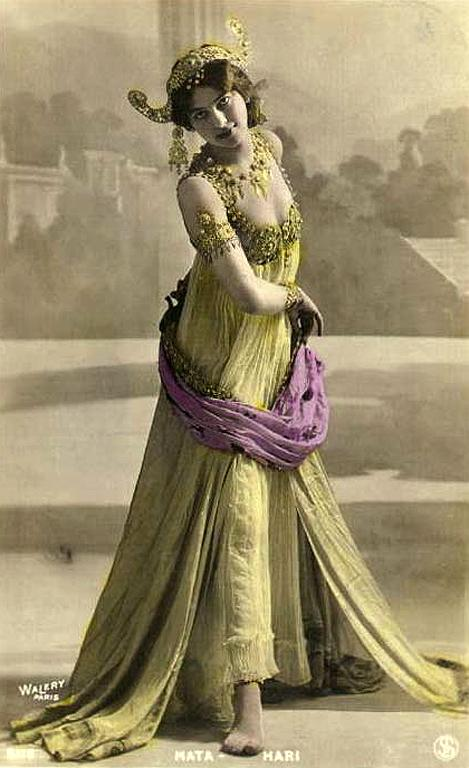
Mata Hari en 1906
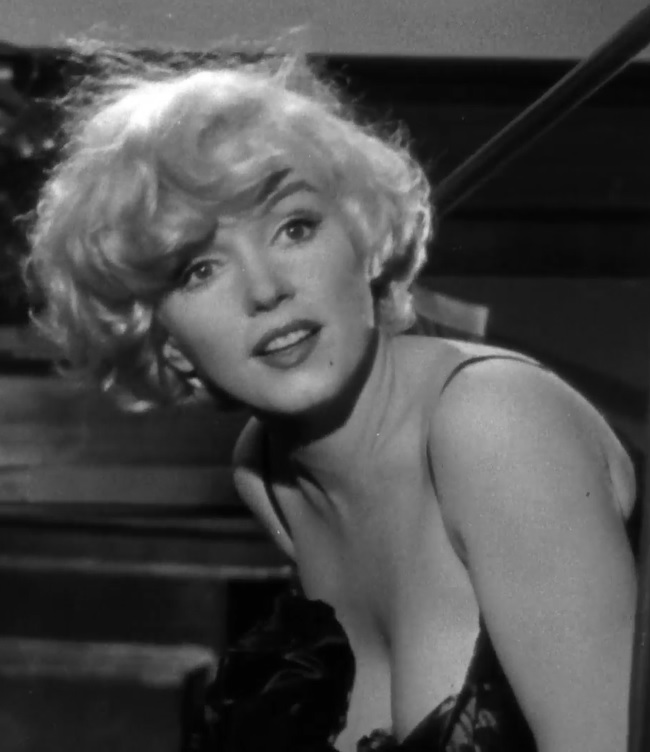
Marilyn Monroe en 1959
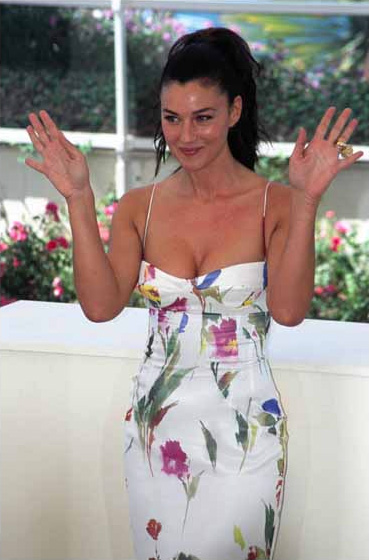
Monica Bellucci en 2002